# Carnaval de Pelotas
Carnaval de Pelotas tem seus primeiros registros no ano de 1870, quando os principais clubes da cidade desfilavam junto com bandas. O auge do evento ocorreu entre a década de 60 e 80 quando foi considerado o terceiro maior carnaval do Brasil. Os desfiles envolvem a participação de escolas de samba adultas e mirins, bandas, bandas carnavelescas e blocos.

## Escolas de samba

### Adultas
A Academia de Samba é uma das escolas mais antigas do Brasil, foi fundada em 3 de fevereiro de 1949. Sendo mais antigas que escolas como Imperatriz Leopoldinense e Acadêmicos do Salgueiro do Rio de Janeiro.
A Estação Primeira do Areal já foi doze vezes campeã do carnaval da sua cidade, fundada em 4 de março de 1977. A sede da escola se localiza no bairro Areal.
A General Telles fundada em 8 de novembro de 1960 é a entidade com o maior número de títulos do carnaval da cidade com um total de 21 conquistas.
Fundada em 4 de outubro de 1991 a Unidos do Fragata já conquistou 9 vezes o carnaval da cidade. Entre 1994 e 2003 a escola venceu nove em dez desfiles do grupo especial, sendo pentacampeã entre 1999 e 2003.
Outras
- Imperadores da Guabiroba, fundada em 1995, foi campeã 2 vezes e vice campeã outras 4. Foi chamada de "escolinha" ao estrear, mas causou enorme alvoroço ao desfilar com fantasias bem acabadas e componentes animados. A escola acabou quando seu diretor Gilbrantar Telexe, faleceu.

- Imperatriz da Zona Norte[3]
- Ramiro Barcelos[3]

### Mirins
- Acadêmicos da Lagoa[3]
- Águia Branca[3]
- Águia de Ouro[3]
- Brillho do Sol[3]
- Explosão do Futuro[3]
- Mickey[3]
- Mocidade do Simões Lopes[3]
- Pica-Pau[3]
- Ramirinho[3]
- Super Pateta[3]

## Bandas
- Empolgação[3]
- Folia do Valverde[3]
- Jacaré da Lagoa[3]
- Koisa Querida[3]
- Unidos da Vila Castilhos[3]

## Bandas carnavalescas
- Dona da Noite[3]
- Entre a Cruz e a Espada[3]
- Família[3]
- Girafa da Cerquinha[3]
- Kibandaço[3]
- Leocádia[3]
- Lobos da Cerca[3]
- Meta[3]
- Xavabanda[3]

## Bloco
- Bloco dos Idosos e Clubes Sociais[3]